# Восточно-Казахстанский областной комитет КП Казахстана
Восточно-Казахстанский областной комитет КП Казахстана — орган управления Восточно-Казахстанской областной партийной организацией КП Казахстана (1932—1991 годы).
Восточно-Казахстанская область образована 10 марта 1932 года в составе Казахской АССР, 5 декабря 1936 преобразованной в ССР. 14 октября 1939 из Восточно-Казахстанской области была выделена Семипалатинская область. Центр: в 1932—1939 — г. Семипалатинск, с 1939 — г. Усть-Каменогорск.

## Первые секретари Восточно-Казахстанского обкома
- Стакун, Михаил Иосифович (1932 — сентябрь 1934)
- Свердлов, Саул Маркович (сентябрь 1934 — февраль 1938)
- Железов, Василий Иванович (февраль — 22 мая 1938)
- Ундасынов, Нуртас Дандибаевич (1938)
- Рванцев, Фёдор Зиновьевич (1938 — 5 сентября 1944; 6 марта 1940 был избран 1-м секретарем обкома на территории области с центром в Усть-Каменогорске)
- Боголюбов, Николай Семёнович (5 сентября 1944 — август 1945)
- Омаров, Ильяс Омарович (август 1945 — 16 января 1948)
- Пазиков, Хабир Мухарамович (16 января 1948 — 2 ноября 1952)
- Каржаубаев, Габдулла Шалкарович (1 сентября 1952 — 15 ноября 1955)
- Устенко, Андрей Иванович (15 ноября 1955 — 9 июля 1958)
- Козлов, Георгий Алексеевич (9 июля 1958 — 6 мая 1959)
- Неклюдов, Алексей Иванович (6 мая 1959 — январь 1963)
- промышленный — Колебаев, Алексей Семёнович (19 января 1963 —  28 декабря 1964)
- сельский — Неклюдов, Алексей Иванович (январь 1963 — декабрь 1964)
- Колебаев, Алексей Семёнович (28 декабря 1964 — 13 апреля 1965)
- Неклюдов, Алексей Иванович (апрель 1965 — 10 сентября 1969)
- Протозанов, Александр Константинович (10 сентября 1969 — 19 декабря 1983)
- Милкин, Анатолий Васильевич (19 декабря 1983 — 17 ноября 1989)
- Тутеволь, Игорь Николаевич (17 ноября 1989 — 7 сентября 1991)